# Riserva naturale Eschheimer Weiher
La riserva naturale Eschheimer Weiher è un'area naturale protetta del Canton Sciaffusa, in Svizzera, istituita nel 2001. È considerata area di conservazione di habitat/specie secondo l'Unione internazionale per la conservazione della natura.

## Descrizione
La riserva si estende su una superficie di circa 18 ettari tra le città di Bertingen e Sciaffusa. L'altitudine media è di 555 metri s.l.m. e al centro dell'area protetta si trova uno stagno che funge da habitat per diverse specie vegetali e animali, tanto da essere inserito nell'inventario federale dei siti di riproduzione di anfibi di importanza nazionale dell'Ufficio federale dell'ambiente (UFAM).
Oltre allo stagno, nell'area protetta si trovano diversi fossati e piccole pozze d'acqua che subiscono variazioni periodiche di portata d'acqua.

## Fauna

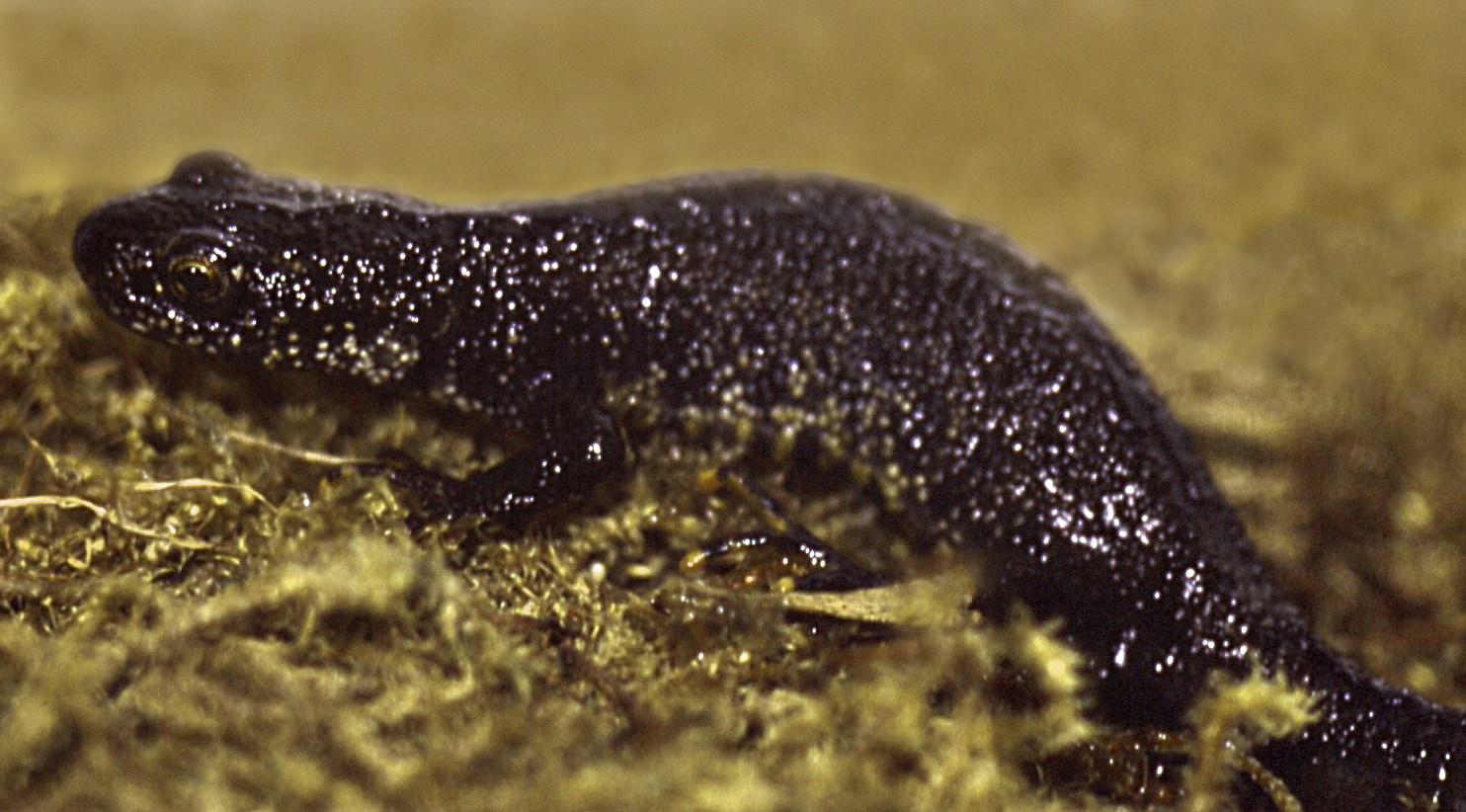
Un tritone crestato.

La riserva ospita una piccola popolazione di tritoni crestati (Triturus cristatus) e di tritoni punteggiati (Lissotriton vulgaris), mentre si trova una popolazione di medie dimensioni di raganelle europee (Hyla arborea), di rane del genere Pelophylax e di rospi comuni (Bufo bufo).
Oltre agli anfibi si trovano anche bisce e piccoli mammiferi.